# Always Remember I Love You
Always Remember I Love You er en amerikansk film fra 1990 af Michael Miller.

## Medvirkende
- Patty Duke som Ruth Monroe
- Stephen Dorff som Robert Mendham
- Joan Van Ark som Martha "Marty" Mendham
- Richard Masur som Earl Monroe
- David Birney som Philip Mendham
- Sam Wanamaker som Mendham
- Jarred Blancard som John Monroe
- Linda Darlow som Fran
- Kimberley Warnat som Sally Monroe